# پریش سنت مری (لوئیزیانا)
سنت. مری پریش (به انگلیسی: St. Mary Parish) یک قصبه در ایالات متحده آمریکا است که در لوئیزیانا واقع شده‌است.

## خصوصیات
سنت. مری پریش ۲٬۸۹۸٫۲۱ کیلومترمربع مساحت دارد.